# 韦斯特劳
韦斯特劳是德国石勒苏益格－荷尔斯泰因州的一个市镇。总面积15.38平方公里，总人口776人，其中男性394人，女性382人（2011年12月31日），人口密度50人/平方公里。